# Fester Platz Belfort

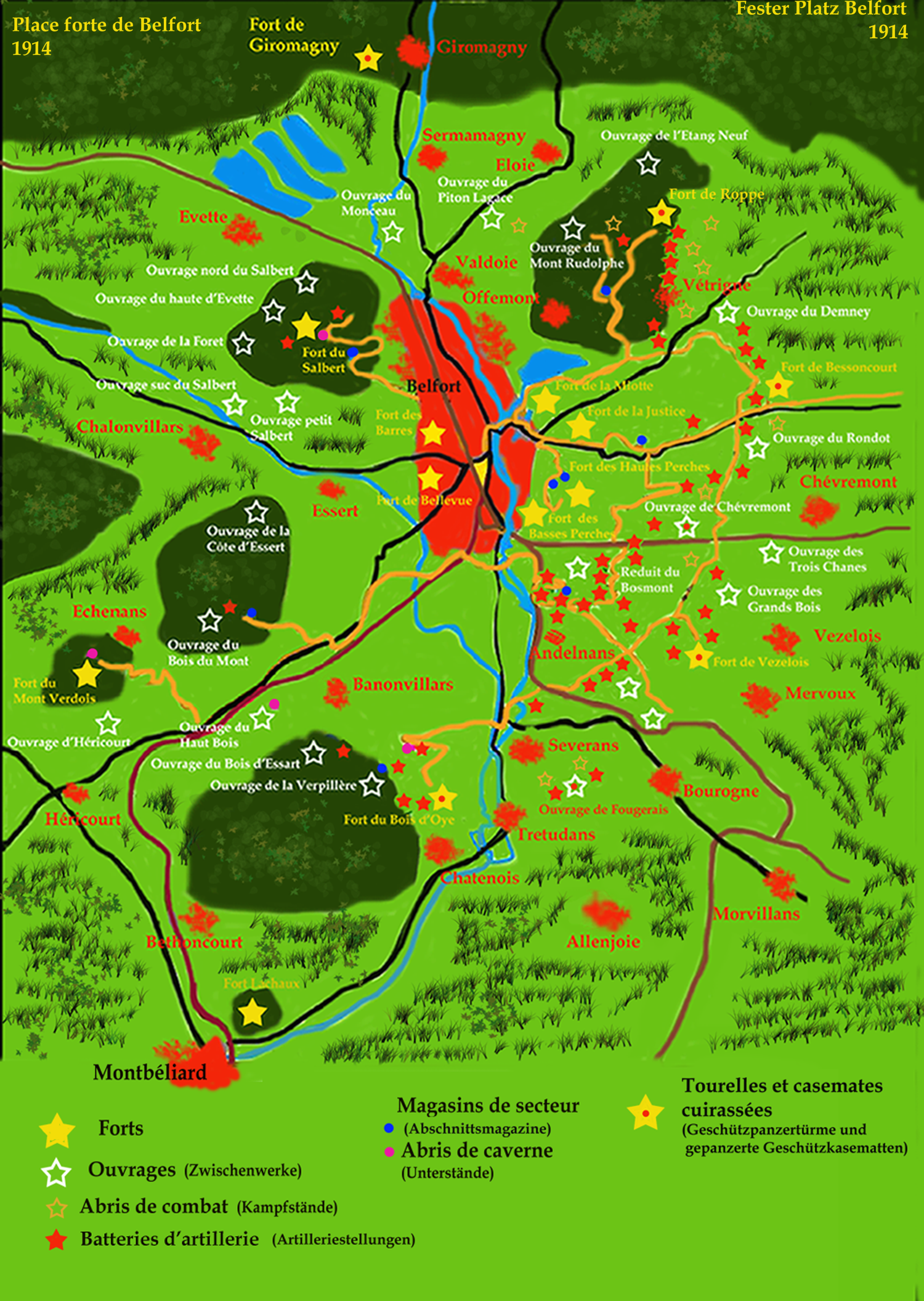
Befestigungen von Belfort

Der Feste Platz Belfort (fr.: Place fortifiée de Belfort) war ein befestigtes Gebiet in der ersten Verteidigungslinie des Système Séré de Rivières im Abschnitt zwischen dem Festen Platz Épinal und Besançon. Im Zentrum lag die Stadt Belfort mit der Zitadelle.

## Historie
Kurz nach der Niederlage im Deutsch-Französischen Krieg wurde Belfort als wichtiger Verkehrsknotenpunkt von Straßen und Eisenbahnen ausgewählt, zusammen mit dem Festen Platz Épinal, dem Festen Platz Toul und dem Festen Platz Verdun die erste Linie der Barrière de fer zu stellen. Belfort war dabei der südlichste dieser vier Festen Plätze.
Diese erste Verteidigungslinie im Osten von Frankreich wurde entlang der Grenze von mehreren Abschnitten sogenannter „Festungsriegel“ gebildet. Der Feste Platz Belfort (ursprünglich ein befestigtes Lager – camp retranché) reicht vom Fort de Giromagny, das noch zum Riegel „Haute Moselle“ gehörte, im Norden bis zum Fort Lachaux im Abschnitt „Môle défensif du Lomont“ im Süden. Das gesamte Befestigungssystem bestand aus den Forts der Jahre ab 1793 bis 1870, aus denen der Bauperiode 1874 bis 1886 und den (moderneren) Artilleriebatterien.

## Liste der Forts, Ouvrages und Batterien

### 1792 bis 1870
Befestigungen des 1. Rings
- Zitadelle Belfort (für Besucher geöffnet)
- Fort Hatry (Lage, erbaut 1865 bis 1870, für Besucher geöffnet)
- Fort de la Justice (Lage, erbaut 1825 bis 1842, Außenanlage öffentlich zugänglich)
- Fort et Tour de la Miotte (Lage, erbaut 1831 bis 1835, Besichtigung nur an bestimmten Tagen)
- Fort des Hautes Perches (Lage, Rue des Perches, 90400 Danjoutin). Neubau des alten Forts gleichen Namens, das an dieser Stelle gestanden hat (militärisches Sperrgebiet).
- Fort des Basses Perches (Lage, 90400 Danjoutin). Neubau des alten Forts gleichen Namens, das sich an gleicher Stelle befand (wird auf Anfrage für Besucher geöffnet).
- Redoute de Bellevue (1870, zu Beginn des 20. Jahrhunderts abgebrochen)

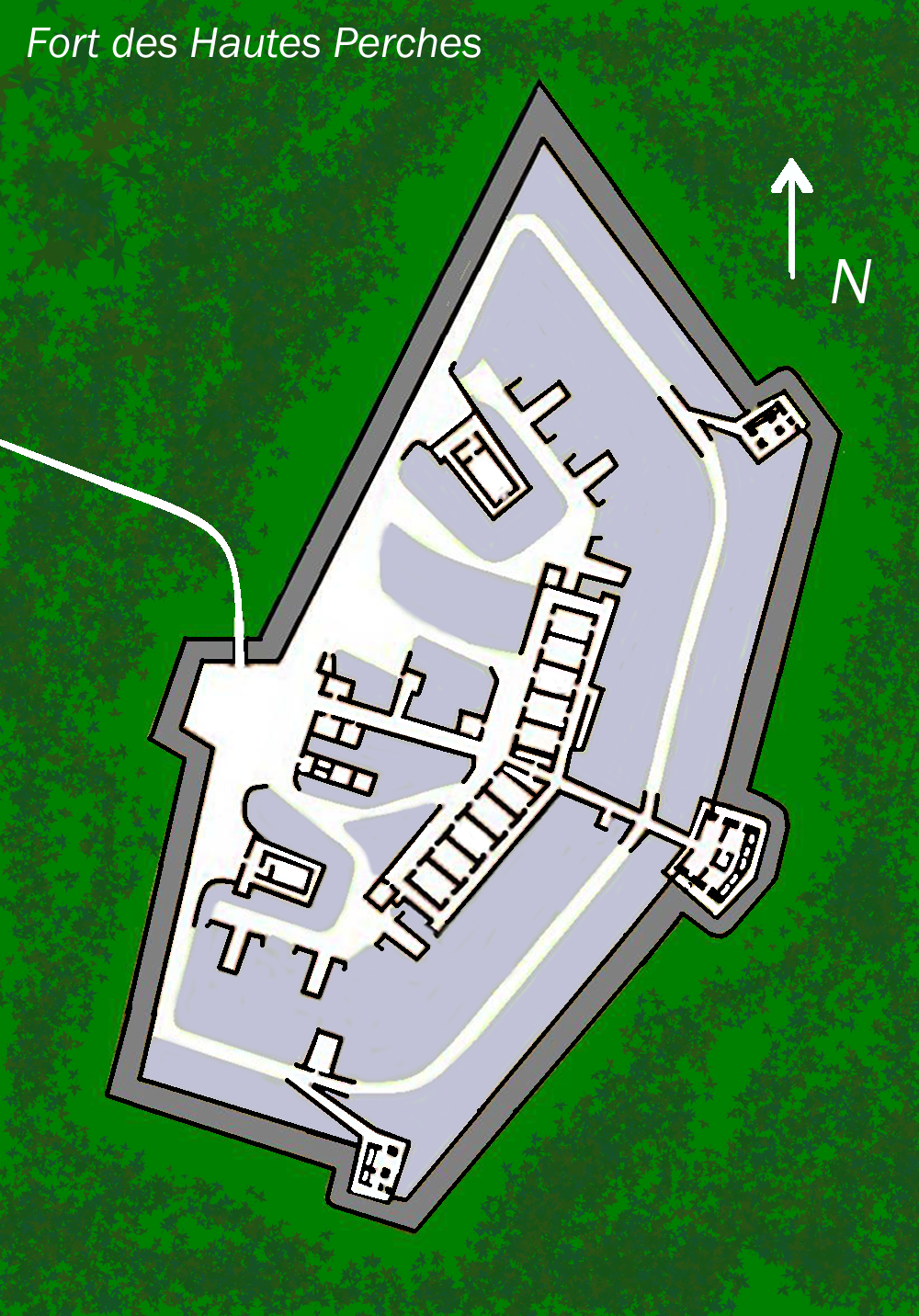
Fort des Hautes Perches

### 1874 bis 1886
Die Forts Séré de Rivières aus den Jahren 1874 bis 1886 bilden die zweite Befestigungslinie, ausgenommen die beiden Forts des Perches, die noch zum 1. Befestigungsring zählten. Der Grund für die Weiterverwendung könnte der durch Colonel Denfert-Rochereau nachgewiesene strategische Wert in der Endphase der deutschen Belagerung in den Jahren 1870 bis 1871 sein.
- Fort de Giromagny (Lage, erbaut 1874 bis 1879). Eigentum der Gemeinde Giromagny (geöffnet auf Anfrage).
- Réduit du Bosmont (Lage, erbaut 1874 bis 1877). Eigentum der Gemeinde Danjoutin (Besichtigung möglich).
- Magasin de secteur du Bosmont (Lage, Danjoutin)
- Ouvrage du Rondot (erbaut 1890/91, abgebrochen)
- Ouvrage de Meroux (Lage, Rue d’Ouvrage, 90400 Meroux, erbaut 1908 bis 1913). Im Besitz der Gemeinde.
- Fort de Bessoncourt (Lage, Rue du Fort de Sernamont, 90160 Bessoncourt, erbaut 1883 bis 1886)
- Fort du Salbert (Lage, erbaut 1874 bis 1877). Von 1953 bis 1958 befand sich hier eine Radarstation (Ouvrage „G“ de la D.A.T., Betreten auf eigene Gefahr).

Zugehörige Anlagen:
Ouvrage Sud du Salbert (erbaut 1890/91)
Ouvrage du Petit Salbert (erbaut 1890/91)
Ouvrage de la Forêt (erbaut 1890/91)
Ouvrage du Haut Salbert (erbaut 1890/91)
Ouvrage du Nord Salbert (erbaut 1890/91)
- Fort de Roppe (Lage, Rue du Fort, 90300 Vétrigne, erbaut 1875 bis 1877). Es ist das am weitesten östlich und damit am nächsten zur deutschen Grenze gelegene Fort. Schlechter Zustand, liegt im militärischen Sperrgebiet.
- Fort du Bois d’Oye (Lage, Rue du Fort, 90400 Bermont, militärisches Sperrgebiet)
- Fort de Vézelois (Lage, Chemin Rural des Pierres, 90400 Meroux, erbaut 1883 bis 1886, Besichtigung auf Anfrage)
- Fort du Mont Vaudois (Lage, Chemin du Fort du Mont Vaudois 70400 Héricourt, erbaut 1874 bis 1877)
- Ouvrage du Monceau (Lage, 90300 Valdoie)
- Ouvrage de Chèvremont (Lage, 90340 Chèvremont, erbaut 1889 bis 1890, militärisches Sperrgebiet)
- Fort Lachaux (Lage, Chemin du Fort Lachaux, 25600 Sochaux)
- Ouvrage du Haut-Bois (Lage, Banvillars, erbaut 1889 bis 1890, Privatbesitz)

1890
- Ouvrage terrassé de Moval (Lage, erbaut 1890 bis 1891, verfallen)
- Ouvrage de Essert (Lage, erbaut 1890 bis 1892). Eigentum der Gemeinde (Besichtigung möglich).
- Ouvrage du Mont-Rudolphe in Offemont (Lage, erbaut 1885). Betonarmierung 1914 begonnen, nicht fertiggestellt.

Lage nicht genau zu lokalisieren:
- Ouvrage de l’étang Neuf
- Ouvrage du Piton Lagace
- Ouvrage de Denney (erbaut 1890/91, verfallen und teilweise eingeebnet)
- Ouvrage d’infanterie des 3 chênes (1890/91, frei zugänglich)
- Ouvrage des Fougerais (erbaut 1889 bis 1890, militärisches Sperrgebiet)
- Ouvrage de la Verpillière (erbaut 1890/91)
- Ouvrage du Bas du Mont (erbaut 1890, in Urcerey, abgebrochen)

Per Präsidialdekret vom 21. Januar 1887 setzte der Kriegsminister Georges Boulanger um, dass alle Forts, befestigten Artillerieanlagen und Kasernen des Système Séré de Rivières die Namen von ehemaligen Militärkommandanten zu tragen haben, weswegen die Forts dann andere Namen erhielten. Am 13. Oktober 1887 wurde das vom Nachfolger Boulangers, Théophile Ferron, mit der Note Nr. 14980 vom gleichen Datum rückgängig gemacht, und die Forts erhielten ihre ursprünglichen Namen zurück. Vor Ort wurden diese „neuen“ Namen in der Bevölkerung nicht wirklich angenommen.
Heutzutage sind die meisten der Objekte nicht mehr militärisch genutzt und aufgegeben oder befinden sich in Privatbesitz.